# Sten Sjöberg
Sten Sjöberg, född 23 februari 1909 i Uppsala, död 25 januari 2004 på Rådmansö, var en svensk författare, debattör och fackföreningsman. Sjöberg var ordförande i Svenska teleförbundet 1955-1964 och i Republikanska förbundet. 
Sjöberg var verksam som verkstadsarbetare 1925-1932. Han studerade sedan vid Brunnsviks och Birkagårdens folkhögskolor samt LO-skolan. 1936 tog han socionomexamen. Han var verksam som lärare vid Studiehemmet Kramfors 1935-1936, blev ombudsman vid Svenska teleförbundet 1939, dess förbundssekreterare 1946 och slutligen förbundsordförande 1957-1964. Han var också ordförande i Unga örnar 1949-1951, rådgivare i fackliga frågor vid OEEC i Paris 1954-1955 och politisk medarbetare vid Aftonbladet 1964-1966.